# Кілкенні
Кілкенні (англ. Kilkenny; ірл. Cill Chainnigh) — місто в Ірландії та адміністративний центр однойменного графства Кілкенні в провінції Ленстер. Місто стоїть на обох берегах річки Нор та є найменшим містом (після Дубліна, Корка, Лімерика, Ґолвея, і Ватерфорда) країни з населенням 27 184 осіб (враховуючи негромадян Ірландії) станом на 2022 рік. Назва міста походить від слова cill (келія/церква) та імені монаха Кеніса. Місто асоціюється із "чорним мармуром" — вапняком, з якого будували будинки, "котами Кілкенні" — ідіомою та символом місцевої команди з герлінгу, а також регулярними фестивалями: мистецьким Kilkenny Arts Festival у серпні, гастрономічним Savour Kilkenny у жовтні та ін.  

## Історія

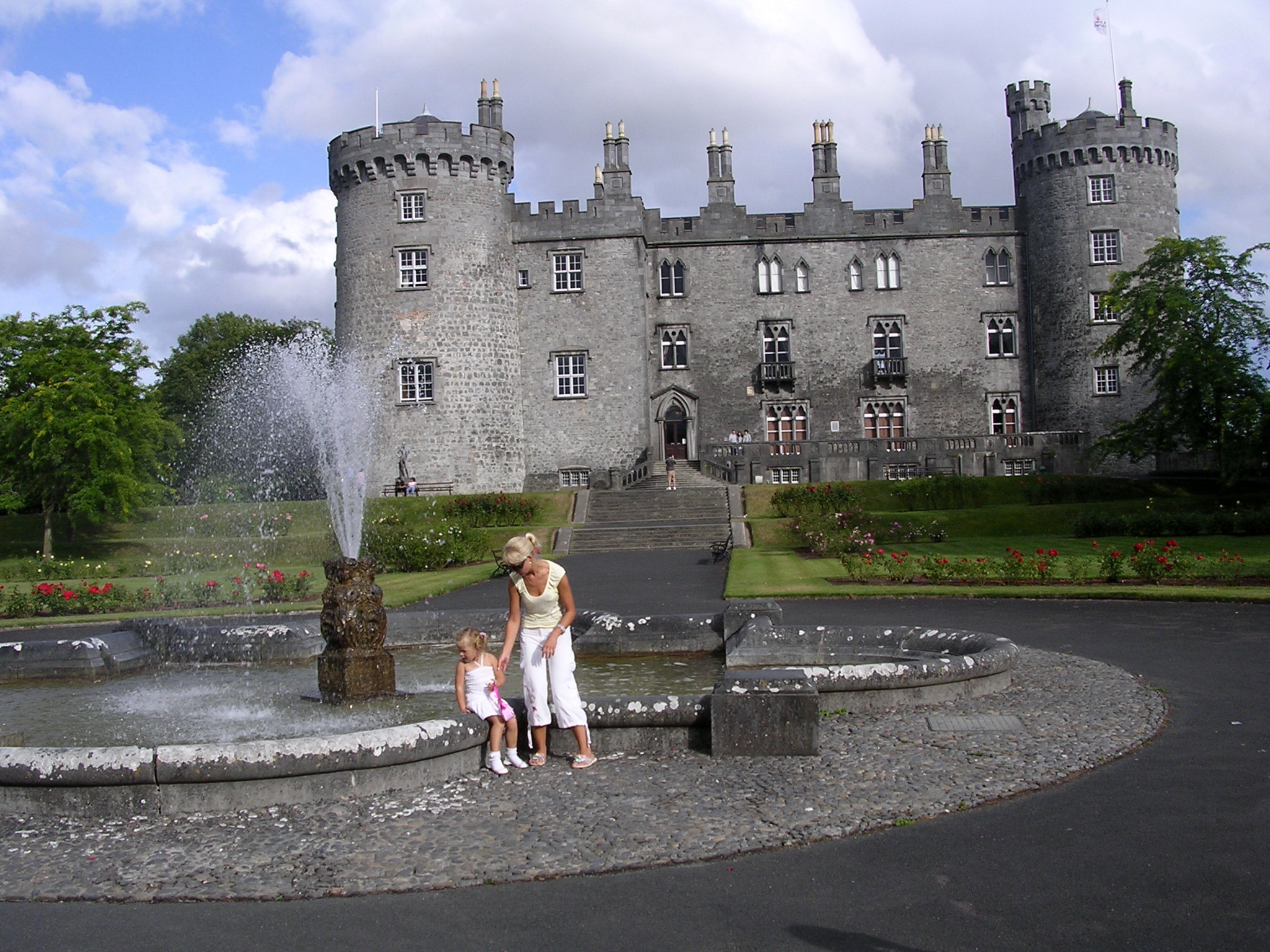
Замок Кілкенні, символ середньовічної частини міста

Поселення на території міста існували з 6 ст. під назвою Оссорі. У 8 ст. звели собор Кеніса та круглу вежу, а в 11 ст. вперше задокументували назву Cill Chainnigh. Після норманського вторгнення у 12 ст. англо-нормани звели оборонні мури (сліди яких нині виділені табличками на дорогах міста) та замком. Ірландцям дозволити селитися тільки за їх межами (в сучасному районі Iristown навколо собору Кеніса). Під час епідемії чуми в 14 столітті, вижило більше ірландців, які жили в просторіших хатинах, ніж англо-норманів, які жили в тісніших міських умовах, тому в Кілкенні повернулися ірландські звичаї й мова. Тоді прийняли Статути Кілкенні, щоб обмежити асиміляцію англійців в ірландську культуру, забороняючи їм одружуватися з ірландцями, всиновлювати ірландських дітей, грати в герлінг, слухати ірландських менестрелів тощо. Деяким англійцям (які стали "більш ірландцями, ніж самі ірландці") довелося наново вчити англійську мову, щоб не втратити свої землі. У 1609 ст. Кілкенні отримав від англійського короля Джеймса I статус міста (у 2009 році An Post випустило колекційну марку до 400-річчя дати). У 1647 ірландські католики повстали та заснували Конфедерацію Кілкенні, яка протрималась два роки до завоювання Ірландії Кромвелем. Броварня Smithwick's з 18 ст. варить тут червоний ель під маркою Kilkenny. У 19 ст. з'явилась залізниця та робітничий дім для бідних, у якому від Великого Голоду та тифу загинуло 800 людей. Їх рештки знайшли у 2005 році при будівництві MacDonagh Junction ТЦ.

## Клімат
Місто знаходиться у зоні, котра характеризується морським кліматом. Найтепліший місяць — липень із середньою температурою 15.8 °C. Найхолодніший місяць — січень, із середньою температурою 4.9°C.
| Клімат Кілкенні         | Клімат Кілкенні | Клімат Кілкенні | Клімат Кілкенні | Клімат Кілкенні | Клімат Кілкенні | Клімат Кілкенні | Клімат Кілкенні | Клімат Кілкенні | Клімат Кілкенні | Клімат Кілкенні | Клімат Кілкенні | Клімат Кілкенні | Клімат Кілкенні |
| Показник                | Січ.            | Лют.            | Бер.            | Квіт.           | Трав.           | Черв.           | Лип.            | Серп.           | Вер.            | Жовт.           | Лист.           | Груд.           | Рік             |
| Абсолютний максимум, °C | 14,1            | 15,6            | 19,2            | 22,4            | 26              | 29,6            | 31,4            | 30,8            | 26,6            | 21,4            | 17,5            | 15,5            | 31,4            |
| Середній максимум, °C   | 8,2             | 8,6             | 10,6            | 12,9            | 15,7            | 18,2            | 20,3            | 20,2            | 17,8            | 14,1            | 10,8            | 8,8             | 13,8            |
| Середня температура, °C | 4,9             | 5,2             | 6,9             | 8,5             | 11,1            | 13,8            | 15,8            | 15,6            | 13,4            | 10,3            | 7,3             | 5,6             | 9,9             |
| Середній мінімум, °C    | 1,6             | 1,9             | 3,2             | 4,2             | 6,5             | 9,3             | 11,3            | 11              | 9,1             | 6,5             | 3,7             | 2,4             | 5,9             |
| Абсолютний мінімум, °C  | −14,1           | −8,5            | −7,9            | −4              | −3              | 1               | 3,6             | 2,2             | −0,9            | −4,8            | −7              | −8,8            | −14,1           |
| Норма опадів, мм        | 78.3            | 66.1            | 67.9            | 56.4            | 60.4            | 61              | 54.6            | 77.8            | 69              | 95.3            | 80.2            | 90.4            | 857.4           |
| Днів з опадами          | 18              | 16              | 18              | 14              | 16              | 14              | 14              | 15              | 15              | 18              | 17              | 18              | 193             |
| Днів з дощем            | 18              | 16              | 18              | 14              | 16              | 14              | 14              | 15              | 15              | 18              | 17              | 18              | 193             |
| Днів зі снігом          | 3,6             | 3,6             | 2,5             | 0,8             | 0,1             | 0               | 0               | 0               | 0               | 0               | 0,1             | 2               | 12,8            |
| Вологість повітря, %    | 90              | 85              | 85              | 80              | 80              | 80              | 80              | 80              | 85              | 90              | 90              | 90              | 84.6            |
| ----------------------- | --------------- | --------------- | --------------- | --------------- | --------------- | --------------- | --------------- | --------------- | --------------- | --------------- | --------------- | --------------- | --------------- |
| Джерело: Weatherbase    |                 |                 |                 |                 |                 |                 |                 |                 |                 |                 |                 |                 |                 |

## Кілкенні в попкультурі
- Фільм за книгою Мейв Бінчі "Коло друзів" (The Cirlce of Friends) із Мінні Драйвер був знятий у Кілкенні у 1995.
- Вовча варта — мультик, сюжет якого розвивається у середньовічному Кілкенні, виданий у 2020 році студією Cartoon Saloon, яка теж знаходиться в Кілкенні.
- Пісня When You Danced with Me гурту ABBA починається зі слів "я пам'ятаю, коли ти поїхав з Кілкенні", 2021 рік.

## Персоналії
- Джеймс Гобан (1755 - 1831) — архітектор Білого Дому в США.
- Джон Бірн (1832 - 1879) — учасник Кримської війни від Британської Армії, який отримав Хрест Вікторїї за мужність в Інкерманській битві.
- Джеймс Мезон (1849-1905) — американський та британський шахіст і шаховий літератор ірландського походження.

У Кілкенні навчалися актори Рейф та Джозеф Файнси, мультиплікатор Томм Мур, філософ Джордж Берклі, та викладали автор "Гуллівера" Джонатан Свіфт, революціонер Томас Макдона.